# Elezioni politiche a San Marino del 2006
Le elezioni politiche a San Marino del 2006 si tennero il 4 giugno per il rinnovo del Consiglio Grande e Generale.

## Sistema elettorale
Erano elettori tutti i cittadini sammarinesi che avessero compiuto i 18 anni.

## Risultati
| Partito Democratico Cristiano Sammarinese     | 7 257  | 32,91 | 21 |  |  |  |
| Partito dei Socialisti e dei Democratici      | 7 018  | 31,83 | 20 |  |  |  |
| Alleanza Popolare dei Democratici Sammarinesi | 2 658  | 12,05 | 7  |  |  |  |
| Sinistra Unita                                | 1 911  | 8,67  | 5  |  |  |  |
| Nuovo Partito Socialista                      | 1 194  | 5,41  | 3  |  |  |  |
| Noi Sammarinesi                               | 558    | 2,53  | 1  |  |  |  |
| Popolari Sammarinesi                          | 535    | 2,43  | 1  |  |  |  |
| Alleanza Nazionale Sammarinese                | 514    | 2,33  | 1  |  |  |  |
| Sammarinesi per la Libertà                    | 406    | 1,84  | 1  |  |  |  |
| Totale                                        | 22 051 | 100   | 60 |  |  |  |
|                                               |        |       |    |  |  |  |
| Voti non validi                               | 764    | 3,35  |    |  |  |  |
| Votanti                                       | 22 815 | 71,84 |    |  |  |  |
| Elettori                                      | 31 759 |       |    |  |  |  |

| Partito Democratico Cristiano Sammarinese     |  | 32,91% | ▼ 8,54  |
| Partito dei Socialisti e dei Democratici      |  | 31,83% | ▼ 13,16 |
| Alleanza Popolare dei Democratici Sammarinesi |  | 12,05% | ▲ 3,82  |
| Sinistra Unita                                |  | 8,67%  | ▲ 5,28  |
| Nuovo Partito Socialista                      |  | 5,41%  | Nuovo   |
| Noi Sammarinesi                               |  | 2,53%  | Nuovo   |
| Popolari Sammarinesi                          |  | 2,43%  | Nuovo   |
| Alleanza Nazionale Sammarinese                |  | 2,33%  | ▲ 0,40  |
| Sammarinesi per la Libertà                    |  | 1,84%  | Nuovo   |

1. ↑  Rispetto alla sommatoria di Partito Socialista Sammarinese (24,18%) e Partito dei Democratici (20,81%)
2. ↑  Rispetto a Rifondazione Comunista Sammarinese (3,39%)

## Esito
Rispetto alle precedenti consultazioni, l'esito del voto ha mostrato l'arretramento dei due principali movimenti politici, PDCS e PSD, evidenziando la crescente frammentazione del quadro politico sammarinese. Il PDCS cede consensi (-8,5%) soprattutto nei confronti di formazioni minori come le nuove liste: Noi Sammarinesi e Popolari Sammarinesi mentre, Alleanza Popolare, con un +3,8% è il partito che registra l'incremento più consistente. A sinistra, la fusione tra PSS e PdD che ha dato vita al Partito dei Socialisti e dei Democratici ha comportato per questa formazione una perdita di oltre 13 punti percentuali. I consensi si sono spostati verso i Sammarinesi per la Libertà (1,84%), il Nuovo Partito Socialista (5,14%) e verso Sinistra Unita, che guadagna oltre 5 punti rispetto al risultato ottenuto da RCS nel 2001; si registra perciò una perdita netta di consensi dell'area di sinistra di meno del 1% rispetto alle elezioni politiche del 2001.

## Conseguenze
Dalle elezioni è emersa una nuova maggioranza di centrosinistra, formata da Partito dei Socialisti e dei Democratici, Alleanza Popolare dei Democratici Sammarinesi e Sinistra Unita che controlla 32 dei 60 seggi del Consiglio Grande e Generale.
La maggioranza ha espresso il 27 luglio 2006 un Congresso di Stato composto da 6 Segretari di Stato del PSD, 2 di AP e 2 di SU.

## Consiglieri eletti
|  | Partito Democratico Cristiano Sammarinese (seggi: 21)    | - Gian Carlo Venturini - Giovanni Lonfernini - Pier Marino Mularoni - Pier Marino Menicucci - Gabriele Gatti - Claudio Podeschi - Pasquale Valentini - S.E. Loris Francini - Clelio Galassi - Nicola Selva - S.E. Gian Franco Terenzi - Claudio Muccioli - Marco Gatti - Ernesto Benedettini - Oscar Mina - Giovanni Francesco Ugolini - Gian Marco Marcucci - Cesare Antonio Gasperoni |
|  | Partito Socialista Sammarinese (seggi: 20)               | - Paride Andreoli - Fiorenzo Stolfi - Fabio Berardi - Giuseppe Maria Morganti - Germano De Biagi - Alberto Cecchetti - Marino Riccardi - Simone Celli - Roberto Raschi - Denise Bronzetti - Giovanni Giannoni - Mauro Chiaruzzi - Nadia Ottaviani - Alvaro Selva - Alessandro Mancini - Iro Belluzzi - Antonello Bacciocchi - Mirco Tomassoni - Gian Carlo Capicchioni - Stefano Macina |
|  | Alleanza Popolare dei Democratici Sammarinesi (seggi: 7) | - Valeria Ciavatta - Tito Masi - Roberto Giorgetti - Fernando Bindi - Alberto Selva - Renzo Bonelli - Mario Lazzaro Venturini |
|  | Sinistra Unita (seggi: 5)                                | - Francesca Michelotti - Ivan Foschi - Vanessa Muratori - Alessandro Rossi - Enzo Colombini |
|  | Noi Sammarinesi (seggi: 1)                               | - Marco Arzilli |
|  | Popolari Sammarinesi (seggi: 1)                          | - Romeo Morri |
|  | Alleanza Nazionale Sammarinese (seggi: 1)                | - Glauco Sansovini |
|  | Sammarinesi per la Libertà (seggi: 1)                    | - Monica Bollini |